# Björktjära
Björktjära är en stadsdel i Bollnäs, Gävleborgs län. Stadsdelen ligger strax norr om Björktjäratjärnen (från början Björktjärn) som också givit stadsdelen dess namn och också finns en badplats och strandpromenad. 
Björktjära domineras av villabebyggelse och har bland annat låg- och mellanstadieskola.
Strax norr om Björktjära, vid hyreshusområdet Framnäs, ligger Bollnäs Norr Handelsområde där kedjor som Coop, Rusta, Elgiganten och Jysk är etablerade.